# MTV Europe Music Award al miglior artista urban
L'MTV Europe Music Award al miglior artista urban (MTV Europe Music Award for Best Urban) è stato uno dei premi degli MTV Europe Music Awards, che è stato assegnato dal 2007 al 2009.

## Albo d'oro

### Anni 2000
| Anno | Vincitore  | Nominati                                                                  |
| ---- | ---------- | ------------------------------------------------------------------------- |
| 2007 | Rihanna    | - Beyoncé - Gym Class Heroes - Timbaland - Justin Timberlake - Kanye West |
| 2008 | Kanye West | - Beyoncé - Chris Brown - Alicia Keys - Lil Wayne                         |
| 2009 | Jay-Z      | - Ciara - Eminem - Kanye West - T.I.                                      |